# 2020년 뉴욕 영화 비평가 협회상
제86회 뉴욕 영화 비평가 협회상은 2020년 12월 18일에 열린 시상식이다.

## 수상 및 후보

### 작품상
- 퍼스트 카우 - 켈리 라이카트 수상

### 감독상
- 노마드랜드 - 클로이 자오 수상

### 각본상
- 전혀아니다,별로아니다,가끔그렇다,항상그렇다 - 엘리자 히트맨 수상

### 여우주연상
- 전혀아니다,별로아니다,가끔그렇다,항상그렇다 - 시드니 플래니건 수상

### 남우주연상
- Da 5 블러드 - 델로이 린도 수상

### 여우조연상
- 보랏 서브시퀀트 무비필름 - 마리아 바카로바 수상

### 남우조연상
- Da 5 블러드 - 채드윅 보스만 수상

### 촬영상
- SMALL AXE - 샤비어 커크너 수상

### 애니메이션상
- 울프워커스 - 톰 무어 외 1명 수상

### 다큐멘터리상
- 타임 - 가렛 브래들리 수상

### 외국영화상
- 바쿠라우 - 클레버 멘돈사 필로 외 1명 수상

### 신인작품상
- 더 40 이어 올드 버전 - 라다 블랭크 수상

### 특별상
- KINO MARQUEE VIRTUAL CINEMA - Kino Lorber 수상
- 'NEW YORK NEW YORK' LOVE LETTER - 스파이크 리 수상